# .re
.reは国別コードトップレベルドメイン（ccTLD）の一つで、フランス海外県レユニオンに割り当てられている。.fr及び.tfとともにAFNICによって管理されている。